# Ha Hyoung-zoo
Ha Hyoung-zoo (Koreaans: 하형주–) (Jinju, 3 juni 1962) is een voormalig Zuid-Koreaans judoka. Ha werd in Los Angeles olympische kampioen in halfzwaargewicht, vier jaar later verloor hij in Seoel van de voormalige Belgische olympisch kampioen Robert Van de Walle in de eerste ronde.

## Resultaten
- Wereldkampioenschappen judo 1981 in Maastricht  in de halfzwaargewicht
- Olympische Zomerspelen 1984 in Los Angeles  in het halfzwaargewicht
- Wereldkampioenschappen judo 1985 in Seoel  in de halfzwaargewicht
- Wereldkampioenschappen judo 1987 in Essen  in de halfzwaargewicht
- Olympische Zomerspelen 1988 in Seoel eerste ronde in het halfzwaargewicht

1972: Sjota Tsjotsjisjvili ·
1976: Kazuhiro Ninomiya ·
1980: Robert Van de Walle ·
1984: Ha Hyoung-zoo ·
1988: Aurélio Miguel ·
1992: Antal Kovács ·
1996: Paweł Nastula ·
2000: Kosei Inoue ·
2004: Ihor Makarov ·
2008: Tuvshinbayar Naidan · 
2012: Tagir Chajboelajev · 
2016: Lukáš Krpálek · 
2020: Aaron Wolf · 
2024: Zelym Kotsoiev